# Vága
Vága est une commune des îles Féroé. Elle s'étend sur une grande partie de l'est de l'île de Vágar (la municipalité de Sørvágs couvre toute la partie ouest de l'île). Sa superficie est de 21 km² et sa population de 1 402 habitants.

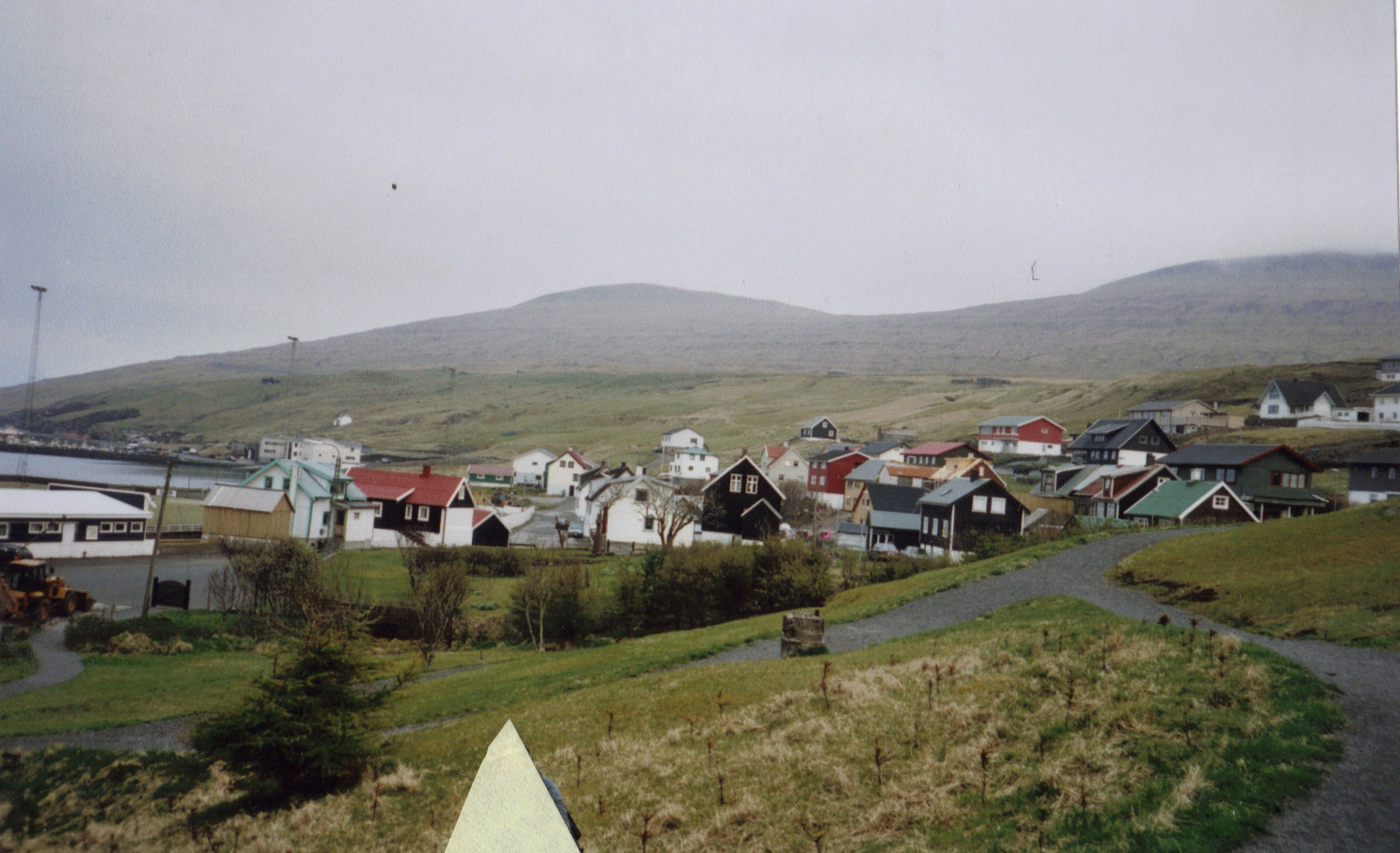
Parc "Viðarlundin á Tungu", Midvágur, Îles Féroé

Elle a été créée le 1er janvier 2009 avec une fusion des municipalités de Miðvágur (en comprenant les villes de Miðvágur et Vatnsoyrar) et Sandavágur (en comprenant la ville de Sandavágur).